# Łužica
Łužica, повна назва — Łužica. Měsačnik za zabawu a powučenje (укр. Лужиця. Щомісячник для розваги і повчання) — громадсько-культурний і літературний лужицький журнал, який виходив у Німеччині більше 50 років з 1882 року по 1937 рік. Видавався верхньолужицькою і нижньолужицькою мовами. Журнал відіграв значну роль у культурно-політичному відродженні серболужицького народу. За своїм характером є продовжувачем літературних журналів Łužičan (виходив у 1860—1881), Lipa Serbska (виходив у 1876—1880) і попередником сучасного літературного журналу Rozhlad.

## Історія
Перший номер журналу вийшов у січні 1882 року за ініціативи будишинського викладача гімназії Арношта Муки, який був його першим редактором. З 1896 по 1904 року журнал редагував 25-річний Миклауш Андрицький. Під його керівництвом журнал остаточно сформувався як літературне, суспільно-політичне видання серболужицького національного відродження.
До 1904 року журнал видавав Арношт Мука і до 1909 року — письменник Якуб Барт-Чишинський. Після смерті в 1909 році Якуба Барт-Чишинського виданням журналу займався Марко Смолер (він же до 1911 року був головним редактором). З 1911 по 1914 рік головним редактором був Франц Краль і з 1914 року — Арношт Голан.
Внаслідок Першої світової війни журнал припинив своє видання у 1916 році і відновив свій випуск у 1920 році. З 1926 по 1937 рік останнім редактором журналу був Ота Вичаз, потім нацистський режим заборонив вихід усіх серболужицьких періодичних видань.
До 1891 року журнал видавався у друкарні Яна Смолера, потім — у друкарні Якуба Германа. З 1920 року журнал друкувався в друкарні організації «Матица сербська».
У 1908 році журнал налічував 240 передплатників.